# Nüstern

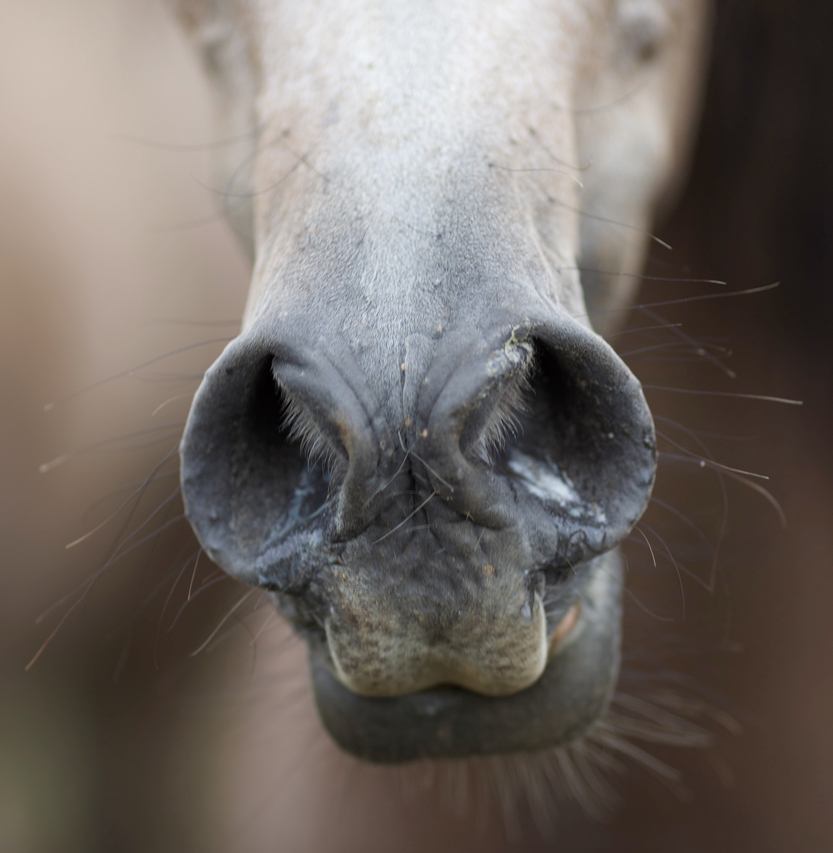
Nüstern eines Pferdes

Nüstern bezeichnet die Nasenöffnung der Pferde und anderer Unpaarhufer. Da Pferde aufgrund des sehr langen Gaumensegels fast nicht durch das Maul atmen können, sind die Nüstern der ausschließliche Zugang zu den Atemwegen.
Die Nüstern sind empfindliche Sinnesorgane, die viele feine Härchen besitzen, welche den Pferden einen sehr ausgeprägten Tastsinn ermöglichen. Die Nüstern spielen auch bei der Kontaktaufnahme und Kommunikation des Pferdes mit anderen Lebewesen eine große Rolle. Das Aufblähen der Nüstern von Unpaarhufern kann bedingt sein durch Anstrengung und damit einhergehende stärkere Atmung oder durch Aufgeregtheit bzw. Ängstlichkeit.